# Daniela Braun (Politologin)
Daniela Braun (* 30. Juni 1980 in Amberg) ist eine deutsche Politologin.

## Leben
Von 2000 bis 2007 studierte sie Soziologie und Romanistik an der Universität Heidelberg und Universidad de La Laguna (Magister Artium). Von 2007 bis 2012 war sie Doktorandin im Rahmen der deutsch-französischen Doktorandenschule Comparing Democratic Societies in Europe (CODESE) an den Universitäten Stuttgart und Bordeaux bei Oscar W. Gabriel und Sigrid Roßteutscher. Seit 2010 war sie zunächst wissenschaftliche Mitarbeiterin und anschließend akademische Rätin an der Ludwig-Maximilians-Universität München. Seit 2022 ist sie Professorin für Politikwissenschaft mit Schwerpunkt Europäische Integration an der Universität des Saarlandes.
Ihre Forschungsinteressen umfassen politische Soziologie, Europäische Unionsstudien, vergleichende Politikwissenschaft und Geschlechterforschung.